# Kujō Tadaie
Kujō Tadaie (九条 忠家?   1229 – 3 de julio de 1275) fue un kugyō (cortesano japonés de clase alta) que vivió a mediados de la era Kamakura. Fue miembro de la familia Kujō (derivada del clan Fujiwara) e hijo del regente Kujō Norizane.
Tadaie fue criado por su padre hasta 1235, cuando este falleció muy joven, por lo que su abuelo Kujō Michiie lo reemplazó en su formación. Ingresó a la corte imperial en 1238 con el rango shōgoi inferior y luego ascendió al rango jushii. En 1239 ascendió al rango jusanmi y luego al rango shōsanmi, además fue nombrado gonchūnagon. En 1240 fue promovido a gondainagon y en 1241 ascendió a los rangos junii y shōnii. En 1244 fue nombrado naidaijin hasta 1247, cuando fue ascendido a udaijin. 
No obstante, en 1252 tras un intento de rebelión por parte de un monje budista, se señaló a la familia Kujō de ser partícipes, por lo que se depuso al shogun Kamakura, Kujō Yoritsugu, primo de Tadaie; y adicionalmente este fue destituido como udaijin. Además, en ese mismo año Michiie falleció, dejando a la familia Kujō en una situación muy desfavorable por dos décadas.
No fue hasta 1273 cuando Tadaie recuperó un cargo administrativo, siendo nombrado kanpaku (regente) del Emperador Kameyama hasta su abdicación al año siguiente. También en 1273 es promovido al rango juichii y nombrado líder del clan Fujiwara. El regreso de Tadaie dentro de los círculos de la corte imperial fue más efectivo tras la muerte del Emperador Enclaustrado Go-Saga en 1272, cuyo hijo, el Príncipe Munetaka se había convertido en shogun tras la deposición de Yoritsugu.
En 1274 fue nombrado sesshō (regente) del joven Emperador Go-Uda, pero renunció seis meses después, falleciendo al año siguiente.
Tuvo como hijos al regente Kujō Tadanori y al cortesano Kujō Tadatsugu.